# 333050 Olds
333050 Olds è un asteroide della fascia principale. Scoperto nel 2005, presenta un'orbita caratterizzata da un semiasse maggiore pari a 2,597760 UA e da un'eccentricità di 0,074151, inclinata di 11,619699° rispetto all'eclittica.